# Rachmaninoff (cràter)
Rachmaninoff és un cràter d'impacte amb un anell de pics al planeta Mercuri de 305 km de diàmetre. Porta el nom del compositor rus Sergei Rachmaninoff (1873-1943), i el seu nom va ser aprovat per la Unió Astronòmica Internacional el 2010.
Aquesta conca, fotografiada completament durant el tercer sobrevol de Mercuri per la sonda espacial MESSENGER, va ser ràpidament identificada com una característica d'alt interès científic per la seva aparença nova, pel color distitintiu de les seves planes interiors i els extens canals del seu sòl. La morfologia de Rachmaninoff és similar a la del cràter Raditladi, que és una de les conques d'impacte més petites de Mercuri. L'edat de Raditladi s'estima en mil milions d'anys; Rachmaninoff sembla només una mica més antic.
La part central del Rachmaninoff està ocupada per un anell de pics de 130 km de diàmetre com a màxim i una mica allargat en direcció nord-sud. L'àrea dins d'ell està coberta per planes llises i vermelloses brillants, que són diferents en color de les planes exteriors de l'anell de pics. Aquestes planes són probablement d'origen volcànic perquè mostren signes de flux. Aquest flux va superar i cobrir la porció meridional de l'anell de pics.
Té l'elevació registrada més baixa de Mercuri, 5.380 metres per sota de la mitjana del planeta, que es troba a l'interior de la conca Rachmaninoff.
Les suaus planícies dins de l'anell de pics es van deformar per un conjunt de graben concèntrics (abeuradors) igual que els de Raditladi. Els canals estan situats a la meitat de la distància entre l'anell de pics i el centre del cràter. Rachmaninoff és el quart cràter d'impacte sobre Mercuri (després de Caloris, Rembrandt i Raditladi), on s'han observat característiques tectòniques extensives. El mecanisme de formació del graben roman desconegut.